# Climat d'Auvergne-Rhône-Alpes
Le climat d'Auvergne-Rhône-Alpes est l’état moyen des conditions de l'atmosphère terrestre sur le territoire de la région Auvergne-Rhône-Alpes, fondé sur les moyennes et la variabilité de paramètres météorologiques (température, pression atmosphérique, précipitations, ensoleillement, humidité, vitesse du vent) pendant une période donnée, la période type de référence définie par l’Organisation météorologique mondiale étant de 30 ans.
La région est soumise à des influences climatiques variées, auxquelles s’ajoutent les effets du relief. En effet, la frontière ouest de la région est à quelque 300 km de l’Océan Atlantique, la limite sud à moins de 100 km de la Méditerranée ; quant à l’est, la montagne domine avec les massifs des pré-Alpes et des Alpes occupant le nord de la Drôme, la moitié est de l’Isère et les deux départements de Savoie. Ainsi le climat peut être décomposé en différents types : climat océanique altéré, climat semi-continental, climat de montagne et des marges de montagne et climat méditerranéen.
Comme l'ensemble de la France métropolitaine, la région Auvergne-Rhône-Alpes est exposée au réchauffement climatique qui contribue à modifier les climats locaux actuels et à des effets sur l'environnement, la santé et la société. Pour respecter les deux objectifs de l'accord de Paris sur le climat (réchauffement bien en-dessous de 2 °C et de préférence limité à 1,5 °C), une réduction forte et immédiate des émissions de CO2 est indispensable, jusqu'à atteindre la neutralité carbone, seule à même de stopper le réchauffement, la France, à travers sa politique climatique, déploie différentes stratégies d'atténuation et d'adaptation), avec des objectifs spécifiques comme la réduction des émissions de gaz à effet de serre de 40 % entre 1990 et 2030 (20 % en 2019) ou la réduction de la consommation énergétique finale de 50 % en 2050 par rapport à la référence 2012 en visant un objectif intermédiaire de 20 % en 2030. Dans ce cadre le conseil régional a créé le GREC Alpes-Auvergne (ex Ouranos-AuRA), un groupe régional d’experts sur le climat, et publié différents documents de stratégie (SRADETT) ou d'engagements. Au niveau local, des PCAET, portés par les intercommunalités, sont adoptés ou en cours d'élaboration.

## Zonages climatiques
La région est soumise à des influences climatiques variées auxquelles s’ajoutent les effets du relief. En effet, la frontière ouest de la région est à quelque 300 km de l’Océan Atlantique, la limite sud à moins de 100 km de la Méditerranée ; quant à l’est, la montagne domine avec les massifs des pré-Alpes et des Alpes occupant le nord de la Drôme, la moitié est de l’Isère et les deux départements de Savoie.
L’influence continentale couvre une bonne partie de la région. Caractérisée par des hivers froids avec du soleil en montagne et des brouillards ou nuages en plaine (Val de Saône, région lyonnaise et vallées alpines) par temps calme. Les étés sont chauds en plaine, toutefois les nuits restent fraîches dans les vallées alpines. L’influence méditerranéenne est sensible jusqu’à Valence avec des hivers doux et un fort ensoleillement suivis d’étés chauds et plutôt secs ; les précipitations se produisant 
principalement à l’automne et au printemps. En montagne, c’est l’altitude qui commande le climat, la température s’abaissant d’environ 6 degrés pour une élévation de 1000 mètres. Les précipitations sont plus importantes sur le versant au vent que sur le versant sous le vent des massifs.

### Zonage de Joly et al. (2010)

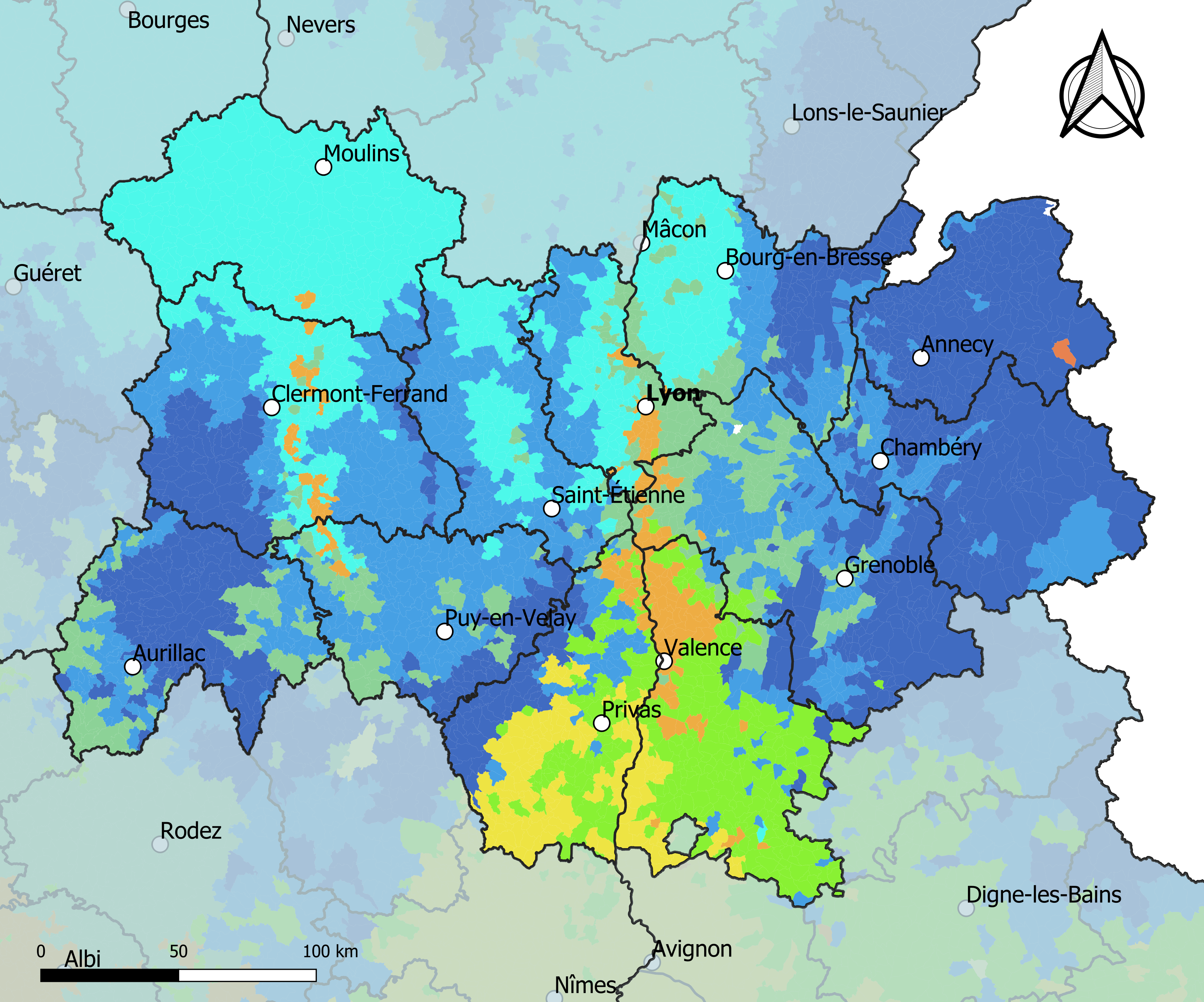
Zonage climatique de Joly et al. (2010).
1 : climats de montagne
2 : climat semi-continental et climat des marges montagnardes
3 : climat océanique dégradé des plaines du Centre et du Nord
4 : climat océanique altéré
6 : climat méditerranéen altéré
7 : climat du Bassin du Sud-Ouest
8 : climat méditerranéen franc

Une étude du CNRS de 2010 réalisée par Daniel Joly, Thierry Brossard, Hervé Cardot, Jean Cavailhes, Mohamed Hilal et Pierre Wavresky a permis de classer les climats de métropole en huit grands types. Partant des mesures stationnelles de précipitation et de température mises à disposition par Météo-France, un jeu de 14 variables intégrant une série temporelle de 30 ans (1971-2000) est défini pour caractériser les climats et leurs modalités distinctives de variation. Une méthode originale dite d’interpolation locale permet de reconstituer les champs spatiaux continus des variables en question et de les exprimer sous forme de couches d’information gérables par SIG. Il en a résulté 8 types de climats.
- Type 1 : les climats de montagne regroupent tous les lieux où les influences montagnardes et/ou semi-continentale sont prépondérantes, avec un nombre de jours et un cumul élevés de précipitation, une température moyenne inférieure à 9,4 °C et, corrélativement, plus de 25 jours au cours desquels la température minimale a été inférieure à -5° C et moins de 4 avec un maximum supérieur à 30 °C[3].
- Type 2 : le climat semi-continental et le climat des marges montagnardes regroupent les périphéries montagnardes et s’étend sur de vastes secteurs où les températures sont moins froides qu’en montagne (elles sont cependant, à altitude égale, plus froides que partout ailleurs), les précipitations légèrement plus faibles et moins fréquentes, mais la variabilité climatique sur la normale 1971-2000 tout aussi élevée[4] ;
- Le climat océanique altéré constitue une transition entre l’océanique franc (type 5) et l’océanique dégradé (type 3). La température moyenne annuelle est assez élevée (12,5 °C) avec un nombre de jours froids faible (entre 4 et 8 par an) et chauds soutenu (entre 15 et 23 par an). L’amplitude thermique annuelle (juillet-janvier) est proche du minimum et la variabilité interannuelle moyenne. Les précipitations, moyennes en cumul annuel (800-900 mm) tombent surtout l’hiver, l’été étant assez sec[5] ;

- Le climat océanique dégradé des plaines du Centre et du Nord reste océanique mais avec de belles dégradations. Les températures sont intermédiaires (environ 11°C en moyenne annuelle, entre 8 et 14 jours avec une température inférieure à -5°C). Les précipitations sont faibles (moins de 700 mm de cumul annuel), surtout en été, mais les pluies tombent en moyenne sur 12 jours en janvier et sur 8 en juillet, valeurs moyennes rapportées à l’ensemble français[6] ;

- Type 6 : Le climat méditerranéen altéré. La température moyenne annuelle est élevée, avec des jours de froid en nombre réduit et des jours chauds compris entre 15 et 23/an. La variabilité interannuelle des températures de juillet est minimale : l’été est répétitivement chaud d’une année à l’autre. Le cumul des précipitations annuelles est moyen (800-950 mm) mais elles ne sont pas réparties homogènement[7] ;
- Type 7 : Le climat du Bassin du Sud-Ouest est caractérisé par une moyenne annuelle de température élevée (supérieure à 13 °C) et un nombre élevé (> 23) de jours chauds tandis que les jours qui présentent un gel inférieur à −5 °C sont rares. L’amplitude thermique annuelle est élevée (15 à 16 °C) et la variabilité interannuelle des températures d’hiver et d’été est faible. Les précipitations, peu abondantes en cumul annuel (moins de 800 mm) et en hiver, le sont un peu plus durant l’été. Elles sont plus fréquentes en hiver (9-11 jours) qu’en été (moins de 6 jours)[8] ;
- Type 8 : Le climat méditerranéen franc. Les caractères climatiques sont très tranchés, plus que dans chacun des sept précédents climats. Les températures annuelles sont élevées, associées à des jours froids rarissimes et des jours chauds fréquents. L’amplitude interannuelle est élevée (plus de 17 °C entre juillet et janvier) tandis que ces caractères sont très stables d’une année à l’autre. Le rapport très élevé entre précipitations d’automne et précipitations d’été (> 6) est le caractère principal de ce climat. Le cumul annuel des précipitations est faible avec un été aride mais un hiver plutôt bien arrosé malgré un faible nombre de jours de pluie[9].

### Zonages de Météo-France (2020)
|  |  |

## Paramètres climatiques

### Température
Les différentes séries de données disponibles en région Auvergne-Rhône-Alpes mettent en évidence une évolution des températures moyennes cohérentes avec celle observée à l’échelle nationale. Depuis 1959, l’augmentation de la température moyenne annuelle est de 0,35°C par décennie à l’échelle de la région Auvergne-Rhône-Alpes. Sur toute la période étudiée, cette augmentation 
est de 1,61°C en moyenne. Le réchauffement s’est accéléré significativement dans les années 2010 et est visible pour les
stations de Vichy (03), Le Puy-en-Velay (43), Clermont-Ferrand (63) et Lyon-Bron (69). Le nombre de jours estivaux (nombre de jours pour chaque année où la température maximale journalière est supérieure ou égale à 25°C) est en augmentation de 5,13 jours par décennie en moyenne à l’échelle de la région et de 24,8 jours au cours de la période 1959-2022 (57 pour la station du Puy-en-Velais). Parallèlement, le nombre de jours de gel est en diminution de -5,92 jours par décennie en moyenne à l’échelle de la région et de -26,71 jours au cours de la période 1959-2022 (63 ans). La diminution tendancielle des jours de gel ne peut toutefois pas exclure des gels tardifs.
Le mont Blanc a enregistré sa température la plus élevée de l’histoire de la météo le 18 juin 2022 avec 10,4 °C à son sommet lors du pic d’intensité de la canicule. Le record précédent de 6,8°C datait de juin 2019.

### Précipitations
Il n'a pas été détecté de tendances significatives en matière de précipittions. Seule la station d'Aurillac (15) présente une baisse significative d’environ -31,67 mm par décennie. Le cumul annuel régional est donc relativement constant au cours de la période 1959-2022 (63 ans) ce qui correspond aux tendances observées à l’échelle nationale.

### Paramètres des stations météorologiques historiques
Par station historique, il convient d'entendre une station qui permet de connaître trois normales climatiques consécutives (1971-2000, 1981-2010 et 1990-2020) sur Infoclimat. Il existe treize stations historiques dans la région.
| Département  | Stations               | Températures            | Températures         | Températures          | Ensoleilmt | Précipitations | Précipitations        | Précipitations | Précipitations |
| Département  | Stations               | moy moyenne (1991-2020) | maxi extrême         | mini extrême          | Ensoleilmt | Cumul moyen    | Max en 24 h           | Max en 5 j     | Moy > 1 mm     |
| ------------ | ---------------------- | ----------------------- | -------------------- | --------------------- | ---------- | -------------- | --------------------- | -------------- | -------------- |
| Ain          | Ambérieu               | 11,9                    | 41,2 (24 août 2023)  | -26,9 (23 janv. 1963) | 1989.2     | 1117,5         | 214,1 (17 sept. 1986) | 214,9 (sept.)  | 8,7            |
| Allier       | Vichy-Charmeil         | 11,7                    | 41,3 (24 juil. 2019) | -26,9 (05 janv. 1971) | 1891.7     | 769,1          | 143,0 (19 avr. 1983)  | 166,4 (avr.)   | 6,4            |
| Ardèche      | Lanas Syn              | 13,7                    | 41,8 (23 août 2023)  | -10,6 (05 fev. 2012)  | 2447.4     | 1066,6         | 215,0 (07 sept. 2010) | 203,7 (oct.)   | 10,8           |
| Cantal       | Aurillac               | 10,5                    | 38,1 (27 juin 2019)  | -24,5 (09 janv. 1985) | 2146.3     | 1134,7         | 145,8 (5 sept. 2005)  | 179,0 (sept.)  | 8,2            |
| Drôme        | Montélimar             | 14,2                    | 41,1 (13 août 2003)  | -17,2 (22 dec. 1938)  | 2441.2     | 919,5          | 218,4 (26 sept. 1999) | 258,5 (sept.)  | 10,4           |
| Haute-Loire  | Le Puy-Loudes          | 9,1                     | 37,4 (27 juin 2019)  | -23,2 (16 janv. 1985) | 1951.8     | 682,4          | 201,4 (23 août 1987)  | 210,8 (août)   | 6,7            |
| Haute-Savoie | Meythet                | 11,1                    | 38,5 (13 août 2003)  | -23,0 (03 janv. 1971) | 2069.4     | 1211,2         | 95,0 (25 sept. 1999)  | 124,9 (sept.)  | 9,0            |
| Isère        | Grenoble-Saint-Geoirs  | 11,5                    | 39,5 (13 août 2003)  | -27,1 (03 janv. 1971) | 2108.8     | 915,1          | 189,2 (25 sept. 1999) | 221,3 (oct.)   | 8,0            |
| Loire        | Saint-Étienne-Bouthéon | 11,9                    | 41,1 (07 juil. 2015) | -25,6 (04 janv. 1971) | 2018.4     | 728,3          | 140,0 (27 juin 1983)  | 158,8 (dec.)   | 7,4            |
| Puy-de-Dôme  | Clermont-Ferrand       | 12,1                    | 40,9 (26 juin 2019)  | -29,0 (14 fev. 1929)  | 1957.8     | 563,4          | 98,0 (5 juin 1986)    | 148,1 (fev.)   | 5,7            |
| Rhône        | Lyon-Bron              | 13,1                    | 41,4 (24 août 2023)  | -24,6 (22 dec. 1938)  | 2049.5     | 820,8          | 105,9 (10 mai 2021)   | 172,2 (oct.)   | 8,2            |
| Rhône        | Lyon-Saint-Exupery     | 12,8                    | 39,9 (13 août 2003)  | -20,3 (07 janv. 1985) | 1947.5     | 862,5          | 103,4 (10 mai 2021)   | 187,5 (oct.)   | 7,8            |
| Savoie       | Chambery-Aix           | 11,9                    | 40,5 (24 août 2023)  | -19,0 (07 janv. 1985) | 1895       | 1203,9         | 134,1 (7 oct. 1988)   | 228,0 (dec.)   | 9,7            |

## Événements météorologiques exceptionnels

### Événements historiques
- 9 octobre 1827 - Pluie de Joyeuse - Du 9 au 11 octobre 1827, un épisode d’une extrême violence s’abat sur l’Ardèche. La rivière connait une de ses crues historiques[28].

- Novembre 1840 - Crue majeure du Rhône - En novembre 1840, le Rhône connait une crue majeure, qui reste encore une référence aujourd\’hui. Avec celle de mai 1856, ce sont les 2 crues du fleuve les plus fortes du XIXème siècle[29].

- Mai 1856 - Une crue majeure du Rhône - En mai 1856, le Rhône connait une crue majeure, qui reste encore une référence aujourd’hui. Avec celle de novembre 1840, ce sont les 2 crues du fleuve les plus fortes au XIXème siècle[30].

- 23 septembre 1890 - Inondations en Cévennes - Crue historique de l’Ardèche - En matière de pluviométrie exceptionnelle, l’épisode de septembre 1890 constitue, pour l’Ardèche, la référence principale. Les crues que subirent les rivières à cette occasion demeurent, depuis plus de cent ans, les plus fortes jamais observées[31].

- 12 juillet 1892 - Catastrophe de Saint-Gervais - Une coulée de boue détruit la station thermale et fait plus de 200 victimes[32].

- 29 septembre 1900 - Inondation de Valleraugue - Fin septembre 1900, une pluie fantastique, approchant les 1000 mm en un jour, se déverse à Valleraugue (Gard), au pied du Mont-Aigoual, dans les Cévennes. L’Hérault et le Tarn connaîssent une crue historique. En basse-vallée du Rhône le fleuve déborde et en Ardèche, la vallée de l’Eyrieux est ravagée[33].

- Automne 1907 - Inondations répétées sur les Cévennes - Des pluies diluviennes se succèdent de manière très rapprochée sur les départements des Cévennes entraînant des inondations catastrophiques[34].

- Septembre 1928- Inondations sur les Alpes du Sud - Un épisode durable et intense s’est produit entre le 25 et le 29 septembre 1928 sur les Alpes du Sud provoquant de nombreux débordements de rivières[35].

- 26 juin 1930 - Forte pluie sur les Cévennes - Une forte pluie s’est abattue sur les Cévennes en juin 1930 avec des valeurs, rares pour la saison, dépassant les 250 mm sur l’Ardèche[36].

- Automne 1933 - Graves inondations sur les Cévennes - Une pluviosité très importante sur les Cévennes : les pluies se succèdent et causent victimes et dégâts. Sur Montpellier et sur les Bouches-du-Rhône se produisent aussi beaucoup d’inondations[37].

- Novembre 1951 - Inondations en basse vallée du Rhône - Octobre et novembre 1951 ont connu une succession d’épisodes pluvieux importants provoquant des débordements de rivières et de très graves inondations en basse vallée du Rhône[38].

- Juin 1957 - Crues sur le Queyras - Juin 1957 a été extrêmement pluvieux sur les régions méditerranéennes et les Alpes où les débordements de rivières ont été désastreux[39].

- 3 et 4 octobre 1960 - Le nord-ouest du Massif Central connaît une inondation exceptionnelle - Dans le centre ville d’Aubusson, l’eau de la Creuse déborde à une hauteur de 3 mètres ![40].

- 9 août 1967 - Orages catastrophiques sur le Sud - Le 9 août 1967 des orages d’une rare violence accompagnés de pluies très intenses, de fortes rafales de vent et de grêle se sont abattus sur les sud de la France provoquant des victimes et de considérables dégâts[41].

- 6 au 11 octobre 1970 - Déluge sur les Cévennes et le Roussillon - En ce mois d’octobre 1970 c’est un épisode exceptionnel par son extension spatiale, les cumuls et intensités enregistrés, ainsi que sa durabilité qui touche le Languedoc, puis le Roussillon[42].

- 5 juillet 1971 - Trombe d’eau sur l’Isère - Ce département connaît le 5 juillet 1971 un véritable abat d’eau[43].

### Années 1980
- 20 et 21 septembre 1980 - Inondations sur les hauts-bassins de la Loire - Les précipitations des 20 et 21 septembre 1980 ont été exceptionnelles sur le haut bassin de la Loire : avec chaque jour plus de 300 mm sur l’Ardèche[44].

- 20 septembre 1982 - Intensité record sur Montélimar - Montélimar : soleil, mistral ou nougat ?...Rien de tout cela le 20 septembre 1982 où un orage d’une intensité extraordinaire se produit[45].

- 30 et 31 janvier 1986 - Un épisode majeur de pluie et de neige collante sur le Roussillon - De fortes pluies sur le Roussillon, mais surtout des chutes de neige exceptionnellement denses et abondantes sur le Sud. Le plan ORSEC sera déclenché dans 6 départements : Ardèche, Gard, Aude, Ariège, Pyrénées-Orientales et Lozère[46].

- 14 juillet 1987 - Catastrophe du Grand Bornand - Un orage très violent dévaste ce camping de Haute-Savoie situé au bord du Borne[47].

- 16 mars 1988 - Fortes pluies sur le Sud-Ouest - Du 15 au 18 mars 1988 une perturbation traverse le sud-ouest de la France donnant localement des pluies abondantes[48].

### Années 1990
- 13 février 1990 - Avalanche et inondations au nord des Alpes - De fortes pluies associées à la fonte des neiges provoquent d’importantes inondations. Le Rhône connaît un débit important dans sa partie amont[49].

- 22 septembre 1992 - Vaison la Romaine : la catastrophe - Les 21 et 22 septembre 1992, les régions méridionales sont touchées par un épisode pluvieux très actif[50].

- Octobre 1993 - Crue majeure en basse vallée du Rhône - Inondations en Camargue - Après un mois d’une pluviosité exceptionnelle et persistante sur le sud-est de la France, le Rhône connait une crue importante dans sa partie aval. Des digues se rompent et des inondations se produisent en Camargue[51].

- 6 novembre 1994 - Crue du Rhône - Après avoir connu des crues majeures en Camargue en octobre 1993 et janvier 1994, le Rhône enregistre à nouveau un débit important dans sa partie aval. Cette crue est due à un épisode cévenol remarquable[52].

- 13 novembre 1996 - Episode cévenol et crue du Rhône - Après les crues de 1993 et 1994, en novembre 1996, le Rhône enregistre à nouveau un débit important dans sa partie aval. Cette crue est due à un épisode cévenol important[53].

- 16 au 19 décembre 1997 - Tempête méditerranéenne et inondations - Une violente tempête de sud-est touche l’arc méditerranéen, du 16 au 18 décembre 1997, avec des vents dépassant 140 km/h sur le littoral du Roussillon et du Languedoc. Elle s’accompagne de pluies diluviennes sur les Cévennes[54].

### Années 2000
- 10 mars 2001 - Crue de la Saône - À la suite de précipitations très abondantes depuis le début du mois de mars 2001, surtout en Bourgogne, Franche-Comté, Ain et Savoie, et des températures très douces pour la saison accentuant la fonte nivale, le Doubs, la Saône et l’Ain entrent en crue à partir du 10 mars[55].
- 3 octobre 2001 - Fortes pluies en Artense - De très fortes pluies se sont abattues dans l’après-midi du 3 octobre 2001 en Artense et Xaintrie (Cantal)[56].
- 6 juin 2002 - Fortes pluies sur les massifs du Vercors et de la Chartreuse - Une cellule orageuse de taille réduite mais de forte intensité stagne pendant plusieurs heures au pied des Préalpes, notamment sur la Valdaine (Isère)[57].
- 8 et 9 septembre 2002 - Catastrophe sur le Gard - Cet épisode est caractérisé par l’importance de la superficie touchée par les fortes pluies et par les cumuls observés. Plus de 5000 km2 (soit une surface proche de celle du département du Gard) ont recueilli des précipitations supérieures à 200 mm sur ces 2 jours, le maximum avoisinant 700 mm[58].
- 19 septembre 2002 - Orage sur le Beaujolais - Dans l’après-midi du 19 septembre 2002, de violents orages touchent le département du Rhône, en val de Saône, touchant principalement le Beaujolais avec de très fortes intensités[59].
- Novembre 2002 - Fortes précipitations sur l’est de la France - Après un mois d’octobre déjà très humide sur le nord-est de la France (record de cumul mensuel de précipitations battu à Colmar), le mois de novembre 2002 s’accompagne à nouveau de pluies extrêmement abondantes[60].
- 26 novembre 2002 - Inondations sur le Sud et crue du Rhône - Novembre 2002 a connu une forte pluviosité sur la façade est de la France, provoquant des inondations dans de nombreux départements du Nord-Est mais aussi du Sud-Est. Le Rhône, comme en septembre, enregistre à nouveau un fort débit[61].
- 9 au 12 décembre 2002 - Importantes pluies des Cévennes au Languedoc - L’Aude, l’Hérault, la Lozère et le Gard ont connu une période de 4 jours de fortes pluies. Le caractère préoccupant et original de cet épisode n’étant pas, pour une fois, son intensité mais sa persistance sur plusieurs jours de manière quasi ininterrompue[62].
- 22 et 23 novembre 2003 - Fortes pluies sur les Cévennes - De fortes précipitations ont touché l’arc cévenol du 22 au 24 novembre 2003[63].
- 4 décembre 2003 - Crues majeures du Rhône et de ses affluents - Début décembre 2003, les régions méditerranéennes ont connu un épisode pluvieux d’une très grande ampleur, à l’origine du débordement de nombreux cours d’eau, notamment le Rhône qui dans sa partie aval a connu une crue comparable à celle de 1856[64].
- 12 et 13 janvier 2004 - Fortes pluies sur le Cantal - Après un flux d’ouest perturbé froid le 12 janvier 2004, un secteur chaud très actif intéresse le département du Cantal le 13 en donnant de fortes pluies[65].
- 10 août 2004 - Orages sur les Monts du Lyonnais - En journée du 10 août 2004, un front orageux traverse la France du sud-ouest au nord-est[66].
- 17 août 2004 - Orages sur Gard/Hérault/Ardèche/Vaucluse et Var - De violents orages se sont produits dans l’après-midi du 17 et la nuit du 17 au 18 août 2004 sur le Sud-Est, notamment sur le Gard, l’Hérault et l’Ardèche en journée du 17 puis sur le Vaucluse et le Var dans la nuit du 17 au 18[67].
- 14 au 18 avril 2005 - Inondations printanières en Saône-et-Loire - Un temps très perturbé affecte les départements de la Saône-et-Loire, du Rhône et de la Drôme entre les 14 et 18 avril 2005[68].
- 18 juillet 2005 - Coup de tabac en Haute-Savoie - L’après-midi du 18 juillet 2005, un orage très dynamique à caractère supercellulaire a frappé de plein fouet le bassin lémanique[69].
- 5 au 9 septembre 2005 - Pluies diluviennes sur le Gard - Depuis la mise en place de la procédure Vigilance en octobre 2001, c’est la 3ème fois, que le niveau d’alerte rouge pour les précipitations est lancé (1ère : en septembre 2002, 2ème fois en décembre 2003)[70].
- 26 au 29 janvier 2006 - Neige et pluie sur le Sud-Est - Un important épisode pluvio-neigeux a concerné, du 26 au 29 janvier 2006, une grande partie du pays, en particulier les régions du Sud-Est, nécessitant la mise en vigilance de nombreux départements au cours de cette période[71].
- 11 octobre 2006- Violents orages sur le sud de la France - Dans l’après-midi du 11 octobre 2006, une goutte froide vient se positionner sur les Pyrénées et génère de violents orages de la Haute-Garonne au Cantal et sur le Languedoc-Roussillon[72].
- 14 juin 2007 - Orages sur le centre de la France - Ils touchent notamment la Corrèze, le Cantal et la Saône-et-Loire[73].
- 31 octobre au 2 novembre 2008 - Fortes pluies sur les Cévennes et la Haute-Loire - Déjà bien arrosées lors de l’épisode des 20 et 21 octobre, les Cévennes connaissent à nouveau un épisode de fortes pluies du 30 octobre au 2 novembre 2008[74].

### Années 2010
- 3 juillet 2010 - Orages sur les monts du Lyonnais - Le 3 juillet après-midi, de violents orages éclatent sur le Pilat et l’Auvergne[75].

- 6 et 7 septembre 2010 - Pluies diluviennes sur le quart Sud-Est - De très intenses pluies se sont produites au cours de ces 2 jours, tout d’abord sur le Gard et le Vaucluse, puis sur l’ensemble des Cévennes. Cet épisode de grande ampleur a eu des répercussions jusque dans la région lyonnaise[76].

- 1er au 9 novembre 2011 - Déluge sur le Sud - Un épisode majeur touche les Cévennes en début de période. Mais à l’est du Rhône, l’ensemble des départements connaissent des inondations dont les plus graves touchent à nouveau le département du Var, déjà durement frappé en juin[77].

- 29 juillet 2013 - Violents orages en vallée du Rhône et sur Paca - Dans la nuit du 28 et le 29 juillet 2013 au matin de violents orages accompagnés de pluies très intenses et de fortes rafales de vent touchent le Gard, puis la région Paca[78].

- 5 au 8 août 2013 - Violents orages sur l’Auvergne - Entre le 5 et le 8 août 2013, les orages localement violents accompagnés de pluie intense, de fortes rafales de vent et de grêle se succèdent sur les départements du Puy-de-Dôme et de l’Allier[79].

- 22 et 23 octobre 2013 - Inondations sur l’Ardèche, la Drôme et l’Isère - Les 22 et 23 octobre 2013 des précipitations de forte intensité touchent l’Ardèche, la Drôme et le nord de l’Isère provoquant d’importantes inondations[80].

- 16 au 19 septembre 2014 - Fortes pluies sur les Cévennes - Du 16 au 19 septembre 2014 des précipitations diluviennes touchent les départements cévenols provoquant des inondations, des coulées de boue et la disparition de 5 personnes[81].

- 9 et 10 octobre 2014 - Pluies diluviennes sur le Gard - Dans la nuit du 9 au 10 octobre 2014 de violents orages accompagnés de pluies diluviennes touchent sur le centre du Gard[82].

- 3 et 4 novembre 2014 - Fortes pluies sur les Cévennes et les Alpes-Maritimes - Les 3 et 4 novembre 2014 de fortes précipitations orageuses touchent d’abord les Cévennes puis se décalent vers l’est pour affecter les Alpes-Maritimes particulièrement la journée du 4[83].

- Du 5 au 15 juin 2015 - Orages sur la France - Après un début de mois de juin particulièrement chaud sur la France des orages parfois violents éclatent entre le 5 et le 15 juin 2015 apportant localement d’importantes quantités de précipitations, et parfois de fortes rafales de vent et de la grêle[84].

- 31 août 2015 - Violents orages sur une partie du pays - Un épisode pluvio-orageux de forte intensité balaie une grande partie de l’Hexagone autour d’un axe sud-ouest/nord-est. Il s’accompagne d’importants cumuls de précipitations et localement de violentes rafales de vent[85].

- 12 septembre 2015 - Fortes pluies sur l’Hérault - Les 12 et 13 septembre 2015 des remontées d’air chaud par la Méditerranée ont généré des cellules orageuses qui se sont heurtées au massif des Cévennes et ont stagné pendant plusieurs heures au même endroit générant un cumul conséquent de précipitations[86].

- Du 12 au 14 octobre 2016 - Fortes précipitations sur le sud-est de la France - Du 12 au 14 octobre 2016, un épisode de fortes pluies associé à une tempête d’est sur le littoral touche les régions méditerranéennes, entraînant une forte houle et une surcote[87].

- 13 juin 2017 - Orages violents en Haute-Loire - Le 13 juin 2017 de violents orages accompagnés de pluies diluviennes éclatent en soirée sur la Haute-Loire[88].

- 4 novembre 2017 - Violents orages sur le Languedoc et le Pays Basque - Le 4 novembre 2017 de violents orages s’abattent sur le Languedoc et sur les Pyrénées-Atlantiques[89].

- 9 août 2018 - Violents orages sur le Sud-Est - Le 9 août 2018 de violents orages accompagnés d’une trés forte activité électrique et de pluies intenses ont touché le sud-est de la France plus particulièrement le nord du Gard, le sud de l’Ardèche et la région d’Aubagne dans les Bouches-du-Rhône[90].

- 22 et 23 novembre 2018 - Pluies diluviennes sur le Var - Les 22 et 23 novembre 2018 un épisode méditerranéen touche les Cévennes et particulièrement le littoral varois[91].

- 27 juillet 2019 - Violentes pluies du Jura aux Savoies - Le 27 juillet 2019, la perturbation orageuse qui a traversé le Sud-Ouest la veille, gagne l’est de la France où les orages accompagnés de pluies intenses éclatent[92].

- 6 août 2019 - Fortes pluies sur Rhône-Alpes - Le 6 août 2019 après-midi, dans un axe d’air chaud et convergent, de violents orages accompagnés de pluie intense frappent la région Auvergne-Rhône-Alpes[93].

- 22 au 24 novembre 2019 - Inondations dramatiques sur PACA - Du 22 au 24 novembre 2019 des précipitations continues génèrent sur 3 jours des cumuls importants sur le Var et les Alpes-Maritimes, provoquant des inondations catastrophiques[94].

### Années 2020
- 1er juillet 2020 - Fortes pluies sous orages en Auvergne-Rhône-Alpes - Le 1er juillet 2020, de violents orages accompagnés localement de pluie intense,de grêle et de violentes rafales de vent s’abattent dès le milieu d’après-midi sur le Massif central, puis se décalent vers la région Rhône-Alpes[95].

- 1er au 4 octobre 2020 - Fortes pluies sur l’ouest de la France[96].

- 9 au 10 mai 2021 - Fortes précipitations sur les Cévennes - Du 9 au 10 mai 2021, un épisode de fortes pluies touche les Cévennes, les monts du Lyonnais massif Central[97].

- 10 juin 2021 - Violent orage sur Nantua - Le 10 juin 2021, des orages se sont formés sur l’Ain et plus particulièrement sur l’Est du département inondant la ville de Nantua[98].

- 14 septembre 2021 - Fortes pluies sur le nord de Midi-Pyrénées - En soirée et dans la nuit du 14 au 15 septembre 2021 de violents orages touchent l’est de l’Aquitaine[99].

- 25 et 26 septembre 2021 - Pluies sur les cévennes - Dans la nuit du 25 au 26 septembre 2021, un épisode pluvio-orageux actif touche les Cévennes[100].

- 2 et 3 octobre 2021 - Episode cévenol intense - En cours de nuit du 2 au 3, un épisode cévenol de forte intensité touche le Gard, la Lozère et l’Ardèche[101].

- 29 au 31 octobre 2021 - Fortes précipitations sur les Cévennes et le Var - Du 29 au 31 octobre 2021 un épisode de fortes pluies touche les Cévennes et le sud du Var[102].

- 11 au 13 mars 2022 - Fortes pluies sur l’Hérault - Episode méditerranéen sur le Roussillon, l’est de l’Aude et l’Hérault[103].

## Politique et planification climatiques

### Niveau national
Pour respecter les deux objectifs de l'accord de Paris sur le climat (réchauffement bien en-dessous de 2 °C et de préférence limité à 1,5 °C), une réduction forte et immédiate des émissions de CO2 est indispensable, jusqu'à atteindre la neutralité carbone, seule à même de stopper le réchauffement. Diminuer les émissions des autres gaz à effet de serre, en particulier le méthane, est également pertinent. Pour répondre à cet objectif, la France, à travers sa politique climatique, déploie différentes stratégies d'atténuation et d'adaptation), avec des objectifs spécifiques comme la réduction des émissions de gaz à effet de serre de 50 % entre 1990 et 2030 (20 % en 2019) ou la réduction de la consommation énergétique finale de 50 % en 2050 par rapport à la référence 2012 en visant un objectif intermédiaire de 20 % en 2030. La traduction des engagements de la France sur le climat et l'énergie se décline en différents documents de planification aux niveaux régional et local.

### Niveau régional
Les régions sont des acteurs clés dans la lutte contre le changement climatique. Elles ont un rôle important à jouer dans l’adaptation et l’atténuation du changement climatique.

#### SRADDET, schéma régional d'aménagement durable
Le schéma régional du climat, de l'air et de l'énergie (SRCAE) de l'Auvergne, co-élaboré par l'État et le Conseil régional, est arrêté le 20 juillet 2012. Il fixe les objectifs et les principales orientations aux horizons 2020 et 2050 afin de permettre à l’Auvergne de relever les défis de la transition énergétique, de l'atténuation et l'adaptation au changement climatique et de l’amélioration de la qualité de l’air. Le SRCAE de Rhône-Alpes est quant à lui approuvé en avril 2014.
L’élaboration d’un schéma régional d'aménagement, de développement durable et d'égalité des territoires (SRADDET), un schéma régional de planification qui fusionne plusieurs documents sectoriels ou schémas existants dont les SRCAE, est confiée à la région par l’article 10 de la loi portant nouvelle organisation territoriale de la République (NOTRe) du 7 août 2015. Dans ce cadre, le conseil régional d'Auvergne-Rhône-Alpes lance officiellement son élaboration en 2017 et la démarche s'intitule « Ambition Territoires 2030 ». Le Schéma Régional d’Aménagement de Développement Durable et d’Égalité des Territoires (SRADDET) Auvergne-Rhône-Alpes est adopté le 20 décembre 2019 puis approuvé par le Préfet de région le 10 avril 2020. Une procédure de modification est engagée en juin 2022 afin de mettre le document en conformité avec la loi Climat et Résilience, la loi 3DS et la loi relative à la lutte contre le gaspillage et sur l’économie circulaire.

#### GREC Alpes-Auvergne, groupe régional d’experts sur le climat
Devant l’enjeu climatique, des « groupes régionaux d’experts sur le climat (GREC) » sont mis en place dans les différentes régions, dans le but d'apporter un éclairage sur le changement climatique au niveau régional. le GREC Alpes-Auvergne (ex Ouranos-AuRA), rattachée à l'observatoire des sciences de l'univers de Grenoble (OSUG), regroupe 200 chercheurs de la région Auvergne-Rhône-Alpes et divers observatoires et outils de modélisation et d’analyse,.

#### ORCAE, observatoire régional air énergie climat
L’observatoire régional air énergie climat (ORCAE) Auvergne-Rhône-Alpes vise à faciliter la connaissance des enjeux territoriaux "air, énergie, climat" et à faciliter les échanges entre acteurs territoriaux et experts sur ces thématiques. Il est issu du regroupement de trois observatoires existants en Auvergne-Rhône-Alpes, :
- l'Observatoire de l’Air, porté par Atmo Auvergne-Rhône-Alpes ;
- l'OREGES (Observatoire Régional de l’Energie et des Gaz à Effet de Serre) ;
- l’ORECC (Observatoire Régional des Effets du Changement Climatique).

L’ORCAE Auvergne-Rhône-Alpes est porté par cinq institutions : la DREAL, la Région, les agences de l’Eau Rhône-Méditerranée Corse et Loire Bretagne et l'ADEME. Il est géré par un groupement d’intérêt scientifique regroupant Atmo Auvergne-Rhône-Alpes, Auvergne-Rhône-Alpes Énergie Environnement, le Cerema et Météo France.

### Niveau local

#### SCOT
Les lois Grenelle de 2009 et 2010 ont renforcé le rôle des schémas de cohérence territoriale (SCoT), en étendant leurs moyens d’actions dans de nombreux domaines (consommation d'espace, continuités écologiques, commerce, mais aussi air, énergie et climat). Début 2017, la région Auvergne-Rhône-Alpe compte 65 SCoT à divers stades d’avancement.

#### Territoires à énergie positive pour la croissance verte
Un territoire à énergie positive pour la croissance verte (TEPCV) est un territoire d’excellence de la transition énergétique et écologique, un projet lancé par le ministère de l'environnement en 2014. La collectivité s’engage à réduire les besoins en énergie de ses habitants, des constructions, des activités économiques, des transports, des loisirs. Elle propose un programme global pour un nouveau modèle de développement, plus sobre et plus économe. En 2021, 41 territoires été engagés dans une telle démarche.

#### PCAET
Instaurés par la loi relative à la transition énergétique pour la croissance verte du 17 août 2015, les plans climat-air-énergie territorial (PCAET) sont définis à l’article L. 229-26 du code de l'environnement. Ils sont obligatoires pour les établissements publics de coopération intercommunale (EPCI) à fiscalité propre de plus de 20 000 habitants. Les EPCI de moins de 20 000 habitants peuvent s’ils le souhaitent élaborer des PCAET volontaires. Chaque PCAET doit être mis à jour tous les 6 ans et faire l’objet d’un bilan à mi-parcours au bout de 3 ans. En 2018, 98 PCAET étaient lancés dans la région, dont 89 obligatoires et 9 volontaires.

#### PLU
Les Plans locaux d'urbanisme (PLU) et PLU intercommunaux doivent être compatibles le PCAET (et non plus simplement le prendre en compte comme c'était le cas jusqu'au 1er avril 2021).